# Горга
Горга је у грчкој митологији била кћерка Енеја и Алтеје.

## Етимологија
Њено име значи „мргудна“.

## Митологија
Када је њен брат Мелеагар умро, Артемида је из самилости претворила његове ражалошћене сестре у морке, али је на Дионисов наговор вратила Дејаниру и Горгу у људско обличје. Горга се удала за Андремона и родила сина Тоанта. Према предању, са сопственим оцем имала је и старијег сина Тидеја, а и сахрањена је заједно са њим.

## Друге личности
- Горга је била и једна од Данаида,[4] чија је мајка била нимфа (хамадријада), а удата за Хипотоја.[5]
- Била је једна од менада, која је пратила бога Диониса у индијском рату.[6]
- Једна од Лемњанки која је, заједно са осталим женама, побила све мушкарце у Лемну. Када је убила Елима, тако што га је избола са леђа, убила је и себе, јер је спреда пробила и своје груди.[3]